# Українці Каталонії
Українці Каталонії — особи з українським громадянством або національністю, які перебувають на території іспанського регіону Каталонія. Задля збереження рідної мови та культури створено громадські організації, існують засоби масової інформації для діаспорян.

## Історія
Діаспора українців в Каталонії утворилася після розпаду Радянського Союзу початку 1990-х років. Нова хвиля еміграції до Каталонії припадає на середину 1990-х років і має заробітчанський ухил, обумовлений чіткими матеріальними причинами, — втратою робочих місць, економічною та політичною нестабільністю на Батьківщині, наступом ринкової економіки тощо. Це так звані економічні біженці. Протягом 2010—2017 років збільшилась кількість українців, які прибули до Каталонії в пошуках роботи. Вони працюють у сільському господарстві, на будівництві, у сфері обслуговування.
Події в Україні часів Революції Гідності 2013—2014 років та Російської агресії в Криму та на Донбасі дуже посилили патріотичні почуття українців. Дехто почав писати вірші на патріотичну тематику. Більше стали цікавитися подіями в Україні, вболівати за неї та допомагати. Усі організації українців Каталонії об'єдналися в ЄвроМайдан Каталонії.

## Сучасність
Станом на 2012 рік кількість українців у Каталонії становить понад 17 тис. осіб — це майже 20 % загальної чисельності української діаспори Іспанії. Значний відсоток (до 60) становлять жінки. Мешкають переважно в Барселоні (приблизно 8,5 тис. осіб у 2016 році), Леріді, Гіссоні (до 1 тис. осіб).

## Громадські організації
Діє Асоціація українців у Каталонії «Червона калина» на чолі із Михайлом Кузівим. Значним об'єднувальним чинником є греко-католицька церква. Налагоджено взаємодію з діаспорами інших регіонів Іспанії, а також Європи, США і Канади. За ініціативи асоціації: 2015 року відбувся І Міжнародний фестиваль української культури «UcraïnaFest» для діаспори в Іспанії, в 2017 році готується до проведення І Міжнародний культурний фестиваль, в якому повинні взяти участь українські громади з Європи.
Діє також Асоціація українців у Каталонії в Леріді на чолі із Володимиром Гретіним. У Барселоні створено Український культурний центр в Каталонії на чолі зі Світланою Марковою.
Також у Барселоні діє районний жіночий клуб «Надія». У грудні 2010 року при асоціації Casa Eslava створено український департамент «Джерело», який проводив безкоштовні курси іспанської мови, вечори поезії, вечори відпочинку для дорослих, свята для дітей, вечорниці. 2011 року засновано Закордонний український навчальний заклад Міжнародної української школи «Мрія», директором якої призначили Світлану Школьну.
У 2012 році український департамент «Джерело» перетворено на самостійну організацію — Українську асоціацію «Джерело» на чолі з Ольгою Дзюбан. Основні напрями діяльності: допомога громадянам України адаптуватися в Іспанії (мова, документи, робота, контакти), презентація української культури, культурний взаємообмін, українська освіта, співпраця з іспанськими асоціаціями. Є ще й допомога біженцям, дітям-сиротам, інвалідам і пораненим під час Майдану, а також військових дій на сході України тощо. 12—17 вересня 2017 року в Барселоні та курортному містечку Льорет-де-Мар українська асоціація «Джерело» проводить ІІІ Міжнародний фестиваль UcraniaFest. Мета заходу — популяризація української народної, сучасної та фольклорної творчості, взаємозбагачення культурних традицій, обмін досвідом творчої діяльності композиторів, поетів, хореографів, музичних керівників, продюсерів, фотографів, дизайнерів національного та сучасного одягу, народних митців, кулінарів та кухарів української національної кухні, а також розширення культурних, туристичних, інформаційних і ділових зв'язків через засоби творчого спілкування між Україною й Іспанією.
В каталонському містечку Гіссона, що налічує до 5 тисяч мешканців, проживає 1000 українських громадян. Тут одна з найчисленніших українських громад іспанської провінції Каталонія, яка щороку організовує велике українське свято. 2016 року тут відбувся Фестиваль української християнської культури за сприяння Асоціації українців Сегарри, Української Греко-Католицької Церкви в м. Барселона, мерії та релігійних громад міста Гіссона. В заході також взяли активну участь інші українські асоціації Каталонії, серед яких Асоціація українців у Каталонії «Червона Калина», каталонська культурна асоціація ім. Т. Шевченка, Асоціація українців Тарагони та інші.
У 2017 році українські громади провели акції на підтримку футболіста Романа Зозулі, якого було звинувачено у підтримці «нацистів». Постійно збирається допомога воякам АТО, пораненим, дітям та іншим нужденним в Україні.
Втім, несприятливим фактором є те, що з 2014 року не було призначено нового генерального консула України в Барселоні. Попереднього — Олександра Хрипунова;— на вимогу частини української діаспори було звільнено. Лише у 2017 році нею стала Оксана Драмарецька.

## Інформування
Створено інтернет-спільноти у в FACEBOOK «Українці Каталонії. Ми і світ». Розповсюджується журнал «Українське коріння», що друкується в Мадриді.